# Medina pavida
Medina pavida là một loài ruồi trong họ Tachinidae.